# Enseignement supérieur aux États-Unis
L’enseignement supérieur aux États-Unis est une étape finale facultative de l’éducation formelle suivant l’enseignement secondaire. Les études supérieures, aussi appelées études tertiaires, sont généralement dispensées dans l'un des 4627 établissements respectant la loi sur l'enseignement supérieur de 1965 (Higher Education Act of 1965 en anglais, ou HEA) et aboutissent à l'obtention d'un diplôme. 

## Histoire

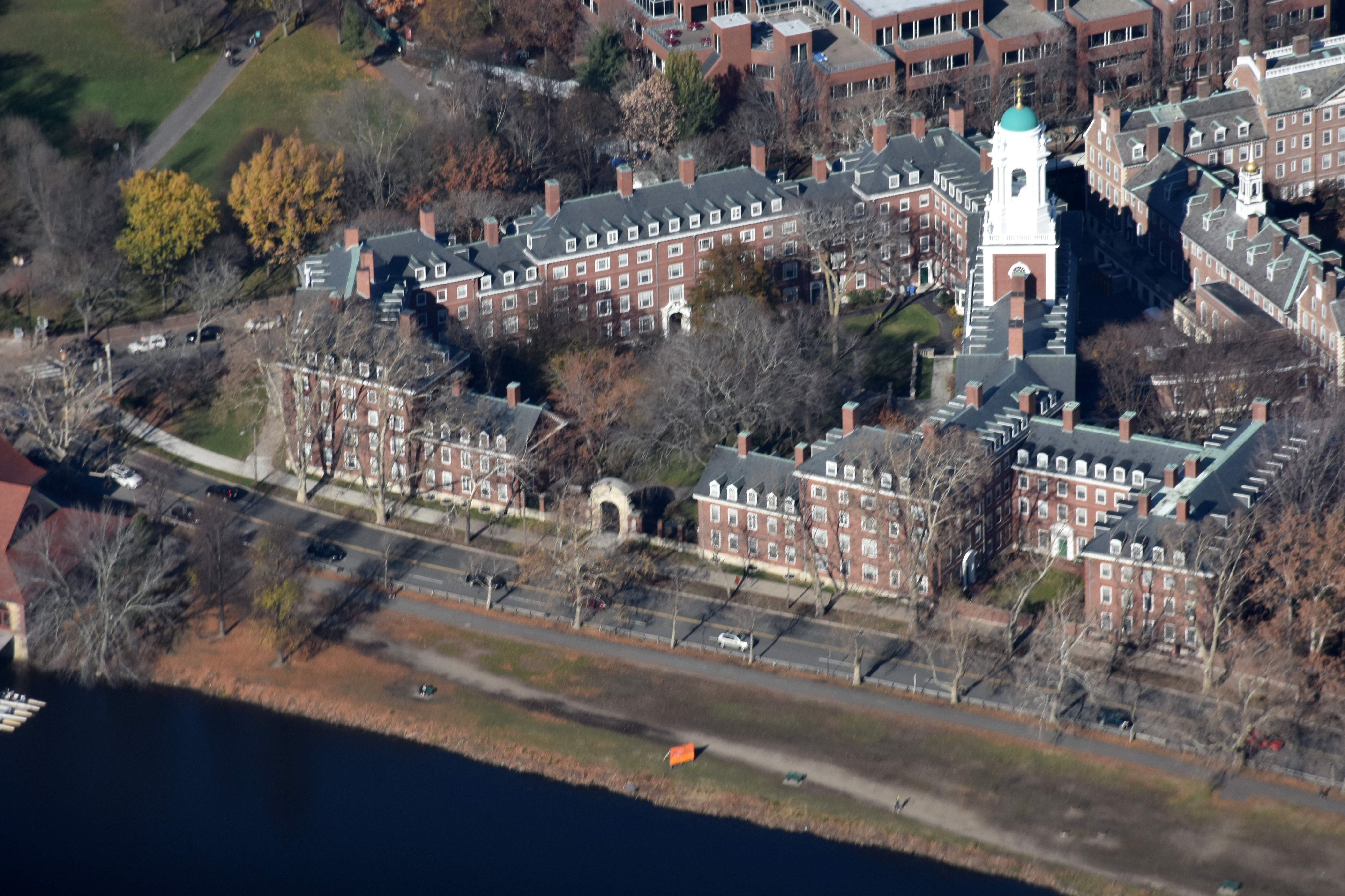
Vue aérienne de l'Harvard College

Fondé en 1636, le Harvard College dans le Massachusetts, est l'établissement d'enseignement supérieur le plus ancien des États-Unis. 
D'après le sociologue Rick Fantasia, jusqu'à la Seconde Guerre mondiale, les universités américaines « opéraient au service de la classe supérieure, accueillant presque uniquement les enfants des familles patriciennes, en général sur la base d’un clin d’œil et d’une poignée de main » (autant dire en fonction du réseau de relations sociales). Une fois admis, ces fils de famille au « sang bleu » menaient une existence universitaire paisible dans un climat de vénération institutionnelle. Ils établissaient avec leurs pairs des liens solides appelés à durer toute leur vie, du Rotary Club aux conseils d’administration, en passant par les terrains de golf (c’est ce qu’on appelle encore le « old boy network », ou « réseau des garçons d’âge mûr »). » Après la Seconde Guerre mondiale, l'accès à l'université commence à se démocratiser. Le nombre d'établissements publics augmente et leurs frais de scolarité sont relativement peu élevés. Les effectifs étudiants connaissent une progression spectaculaire. Le système universitaire est progressivement redevenu largement élitiste. En 2003, seuls 3 % des étudiants des 146 universités considérées comme les plus compétitives venaient d'un milieu social modeste.

## Performances et financement

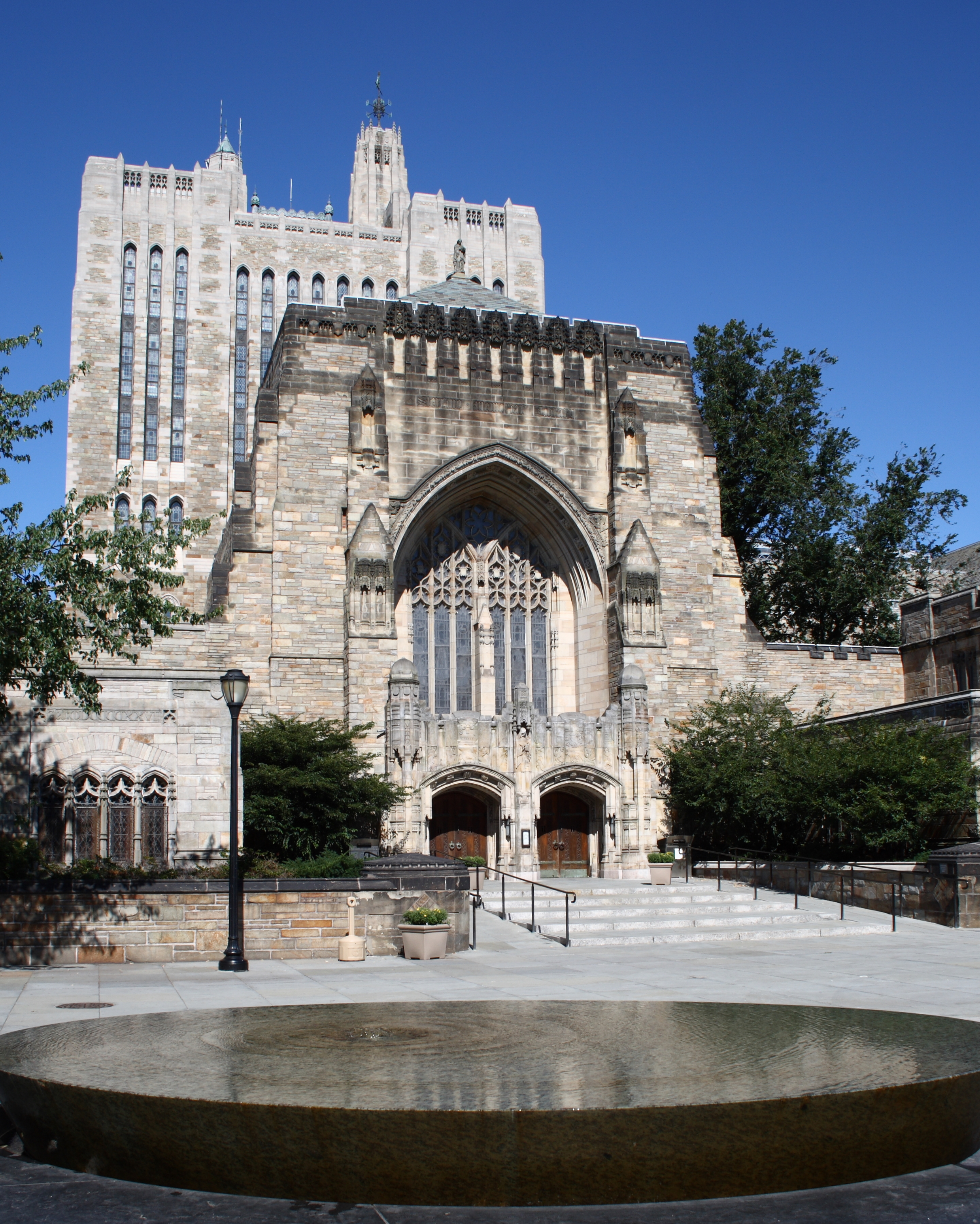
Sterling Memorial Library, à l'université Yale.

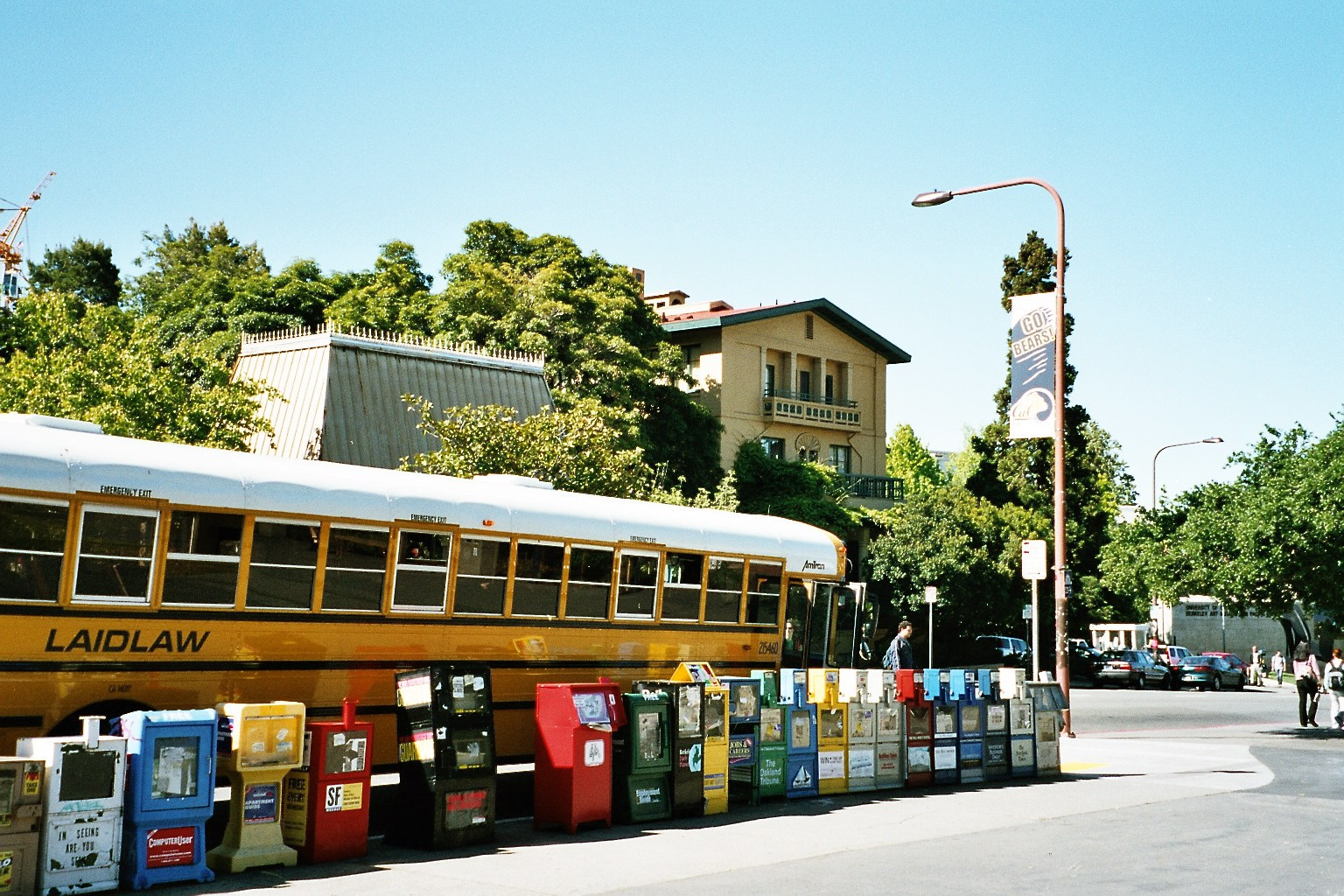
Autobus scolaire sur le campus de l’université de Californie à Berkeley (Californie).

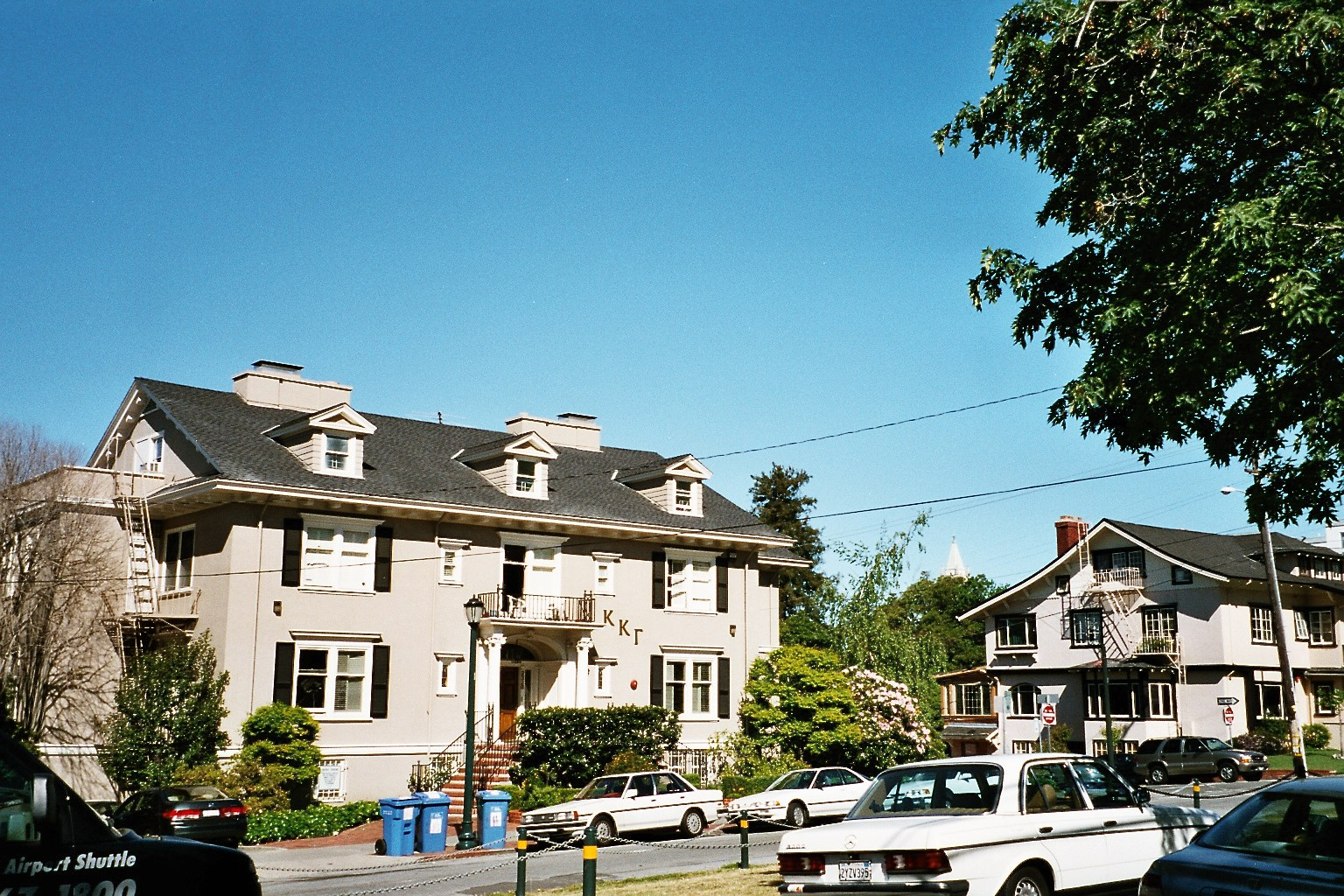
Bâtiment d'une fraternité étudiante sur le campus de Berkeley (Californie), en 2004.

19 millions de jeunes américains fréquentent un établissement d'enseignement supérieur. Environ 500 000 étudiants étrangers fréquentent les universités américaines et un certain nombre reste aux États-Unis après l'obtention de leur diplôme.[réf. nécessaire] L'économie du pays profite du brain drain (Fuite des cerveaux), surtout de ressortissants de pays en voie de développement.
En 1998, 35 % des Américains avaient un diplôme d'études supérieures contre 11 % en 1970. L'État fédéral et les universités dépensent 260 milliards de dollars pour l'enseignement supérieur en 2000, ce qui représente 2,6 % du PIB. Enfin, les universités américaines accueillent 565 000 étudiants étrangers en 2006, dont 60 % d'Asiatiques. De plus, certaines personnes retournent à l’université après l’âge de 30 ans. Les minorités progressent : elles représentaient 16 % des étudiants américains en 1976 et 35 % en 1995.
La moitié des universités les plus prestigieuses se trouvent dans quatre états : trois états du Nord-Est (New York, Massachusetts, Pennsylvanie) et la Californie. L'agglomération de Boston abrite une centaine d’instituts universitaires, dont Harvard et le MIT. Les études supérieures sont payantes, mais les frais de scolarité varient selon les établissements. 
Si l'enseignement secondaire souffre de nombreuses carences, l'enseignement supérieur est l'un des meilleurs du monde. Les universités américaines dominent le classement de Shanghai : en 2021, sur les 20 meilleures universités du monde, 16 étaient américaines, la première étant, depuis plusieurs années, Harvard. Les plus grandes universités ont plus de 50 000 étudiants.[réf. nécessaire] Le système universitaire américain forme des cadres efficaces et a tissé de nombreux liens avec le monde des entreprises. Dans un pays fédéral, comme les États-Unis, le système universitaire est décentralisé et les établissements d'enseignement supérieur jouissent d'une grande autonomie qui leur permet aussi une grande souplesse. Les universités américaines bénéficient de moyens financiers considérables : par exemple, le capital de Harvard ou endowment est de 41,9 milliards de dollars.
Le classement académique des universités mondiales (ARWU) ou classement de Shanghai pour 2021 : 
| Pays        | Meilleures universités mondiales | Classement 2021 | Nombre d'étudiants (2020-2021) |
| ----------- | -------------------------------- | --------------- | ------------------------------ |
| États-Unis  | Harvard                          | 1               | 19 218                         |
| États-Unis  | Université Stanford              | 2               | 17 246                         |
| Royaume-Uni | Université de Cambridge          | 3               | 24 450                         |
| États-Unis  | MIT                              | 4               | 11 934                         |
| États-Unis  | UC Berkeley                      | 5               | 23 524                         |
| États-Unis  | Université de Princeton          | 6               | 8 419                          |
| Royaume-Uni | Université d'Oxford              | 7               | 24 515                         |
| États-Unis  | Columbia                         | 8               | 33 413                         |
| États-Unis  | Cal Tech                         | 9               | 2 397                          |
| États-Unis  | Université de Chicago            | 10              | 18 452                         |

## Problèmes sociaux et diversité ethnique

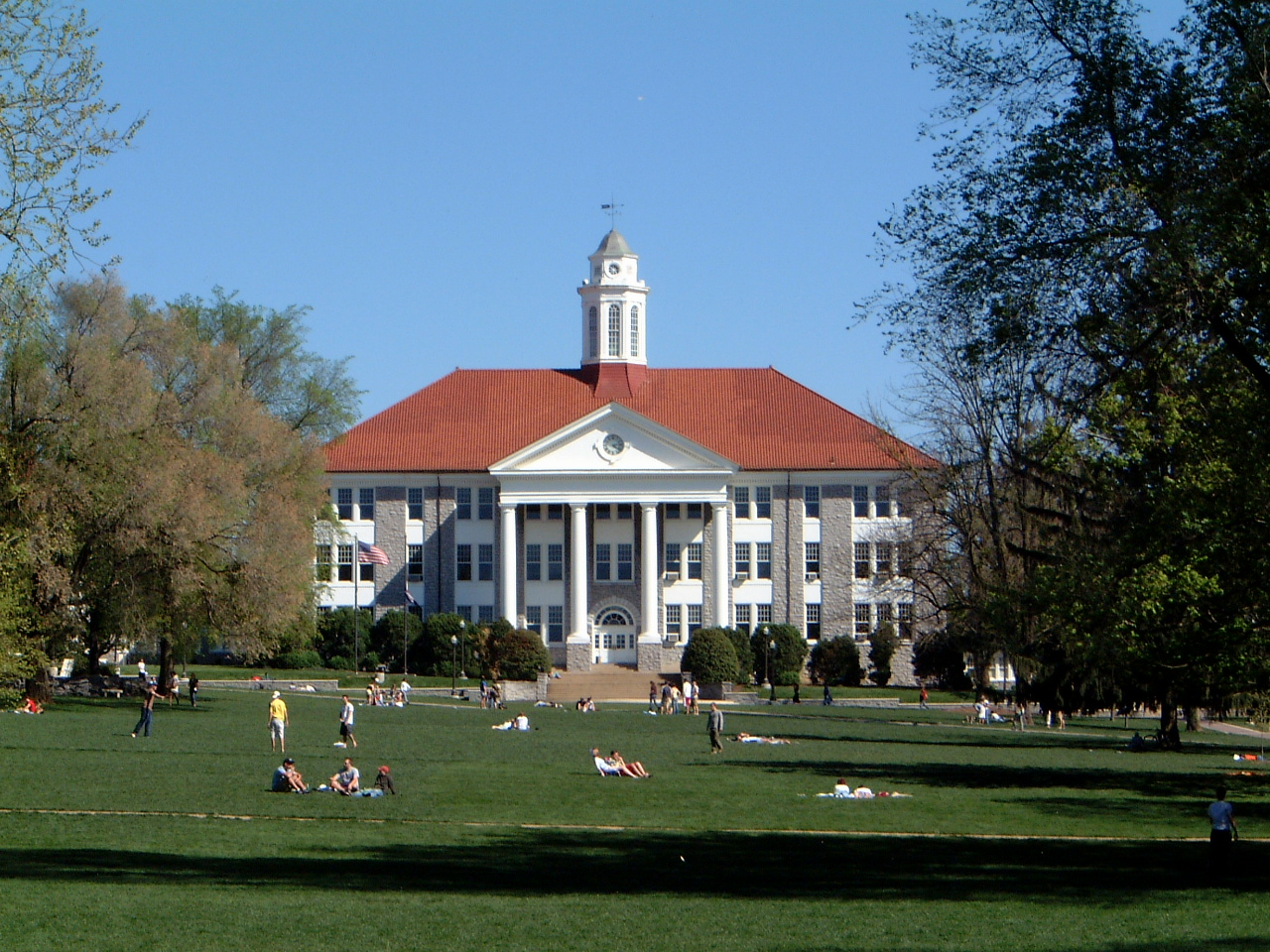
Le campus de l'Université James Madison, Harrisonburg, Virginie

Les réussites des universités américaine sont à nuancer cependant : la plupart des avancées importantes venant d'étudiants étrangers déjà formés dans le supérieur dans leurs pays d'origine.[réf. nécessaire]  Beaucoup d'étudiants américains doivent s'endetter pour accéder à l'enseignement supérieur. Les frais d'inscription dans une toute petite université publique américaine s'élevaient en 2008-2009 en moyenne à 6 585 dollars par an ; dans une université privée la moyenne se chiffrait à 25 143 dollars. Le coût total d'une année universitaire aux États-Unis s'élève donc, selon l'université choisie et le coût de la vie dans sa localité, à un minimum de 20 000 dollars environ au total, jusqu'à 45 000 dollars, ou plus.[réf. nécessaire]. 
En dépit de l'augmentation du pourcentage d'Américains obtenant un diplôme d'études supérieures, on observe dans les années 2000 une augmentation dix fois plus rapide des frais universitaires que le revenu médian ce qui est analysé[Par qui ?] comme une perspective négative pour la classe moyenne et qui explique en partie le surendettement des jeunes diplômés (à hauteur au total de 1 600 milliards de dollars en 2019), un surendettement d'autant plus dangereux qu'il coïncide avec une dévalorisation des titres universitaires[précision nécessaire].
Peu de familles peuvent financer totalement les études de leurs enfants : on a donc recours aux bourses, aux emprunts et au travail étudiant. Les étudiants peuvent bénéficier d'une bourse de leur université. Leur montant varie d’une université à une autre. Il existe aussi des bourses au mérite (en fonction des résultats obtenus par l'étudiant). 
Les universités prestigieuses considèrent la filiation du candidat parmi leurs critères de sélection. En 2011, une recherche menée sur trente établissement a conclu que « à qualifications égales, les enfants d’anciens élèves avaient des chances d’admission supérieures de 45 % à celles des candidats non héritiers.[réf. nécessaire]. Autrement dit, un étudiant qui aurait 40 % de chances d’être admis sur la base de ses mérites et de son profil (résultats au test d’aptitude scolaire, qualités sportives, genre, etc.) voit celles-ci grimper à 85 % en cas d’hérédité favorable ».
Ces critères de sélection héréditaire sont en vigueur dans les trois quarts des cent universités américaines les mieux cotées, ainsi que dans les cent meilleures écoles d’arts libéraux des États-Unis. Solidement établi aux États-Unis, ce droit de succession universitaire est « pratiquement inconnu partout ailleurs », observe le journaliste Daniel Golden, qui le considère comme « presque exclusivement américain ».
Selon les avocats John Brittain et Eric Bloom, les étudiants appartenant aux minorités (Noirs, Hispaniques, Amérindiens) représentent 12,5 % des candidatures aux universités sélectives, mais seulement 6,7 % des candidatures retenues, au bénéfice de ceux qui peuvent faire valoir leur filiation.[réf. nécessaire] Avoir effectué ses études dans ces établissements constitue un avantage majeur sur le marché du travail. Ainsi, à qualifications égales, ces diplômés perçoivent un salaire supérieur de 45 % en moyenne à celui de leurs pairs sortis d’établissements moins renommés. Plus de 50 % des grands patrons et 40 % des responsables gouvernementaux ont fait leurs études dans l’une des douze universités les plus cotées.

## Organisation
Il existe plusieurs types d'établissement d'enseignement supérieur aux Etats-Unis : le college dispense un enseignement de premier cycle et prépare aux études undergraduates en quatre ans qui mènent au diplôme de bachelor, dont l'obtention est nécessaire à la poursuite des études graduates. Les deuxième et troisième cycles sont préparés dans les graduate schools. Les professional schools préparent aux études d'une seule discipline (droit, médecine, etc.). Les universités sont les établissements les plus prestigieux et les plus coûteux.
Chaque État de l'Union a, en principe, plusieurs universités privées ainsi que plusieurs universités publiques : un ensemble plus prestigieux dit « université de... » (par exemple University of Arizona) dont le siège est souvent très sélectif, un système parallèle et moins prestigieux, « université d'État de... » (par exemple Arizona State University) et des Community Colleges qui dispensent des cours universitaires de première/deuxième année ainsi que des cours professionnels, techniques et de la formation continue. Les exceptions concernent de rares États comme celui de New York et la Pennsylvanie (dont les « universités de... » sont privées et les universités dites « État de... » forment un seul ensemble public) et l'Ohio (où le principe « État de... » est le plus sélectif). Les territoires américains d'outre-mer comme Guam, les Îles Vierges américaines et Porto Rico ont, eux aussi, leurs universités publiques. Les établissements de Porto Rico fonctionnent pour la plupart en espagnol (avec certains programmes disponibles aussi en anglais). Dans les cinquante États, à Guam et aux Îles Vierges, la langue d'enseignement est l'anglais. Les universités privées sont financées par les États, les entreprises, les dons et les fondations. Certaines dépendent d’institutions religieuses, d’autres sont liées à des associations.

### Collèges communautaires

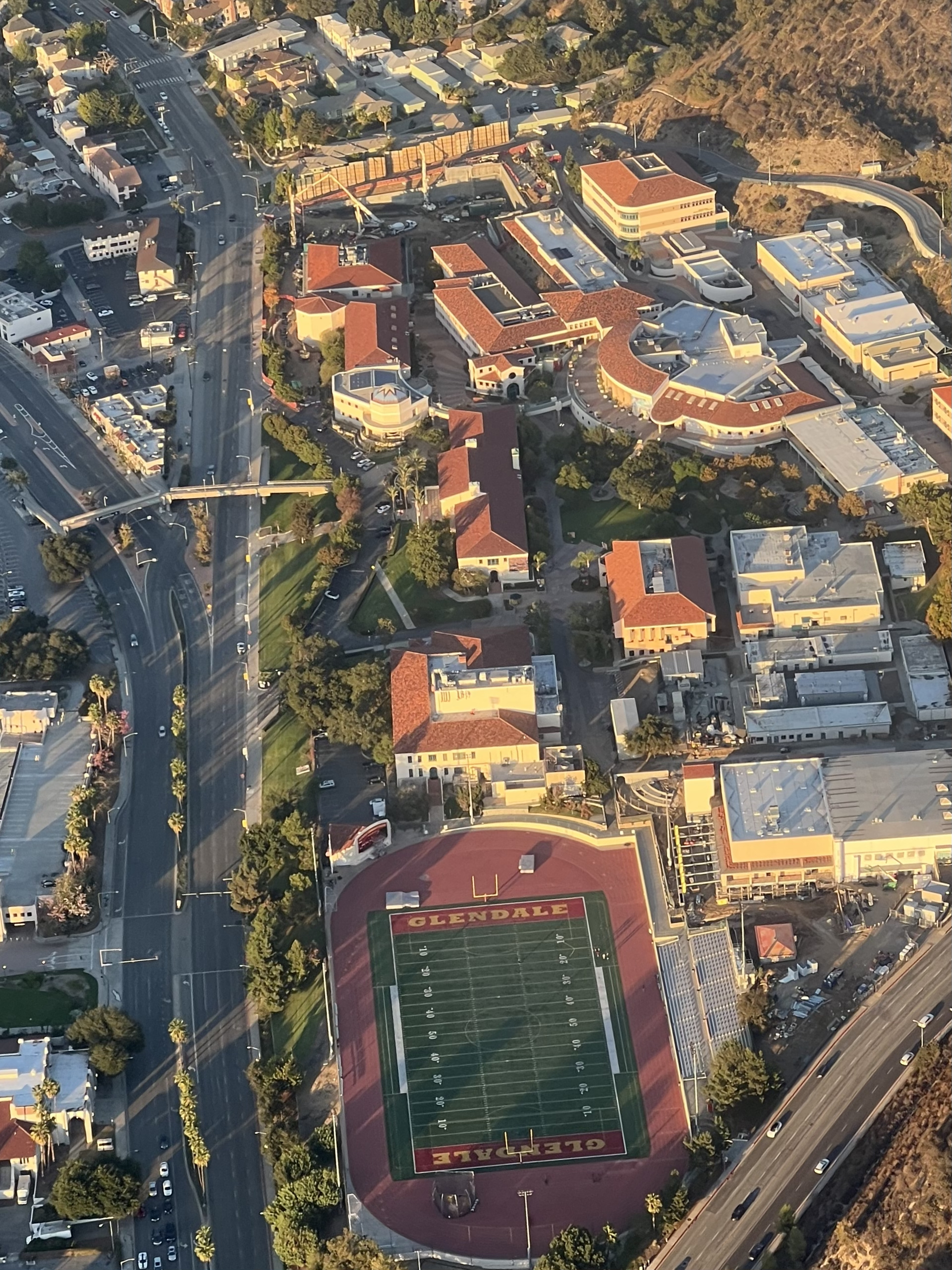
Vue aérienne du Glendale Community College (2021), Californie

Les junior colleges et les community colleges donnent accès à des études courtes (deux années) et sont plus facilement accessibles que les autres établissements d'enseignement supérieur. Les community colleges préparent les étudiants à entrer dans le monde du travail et proposent des cours de rattrapage. Les étudiants qui fréquentent les community colleges peuvent par la suite intégrer l'université. En 2017, ces établissements étaient au nombre de 1200 aux États-Unis, et comptaient 7 millions d'étudiants américains et étrangers, soit un étudiant sur trois.
Les collèges communautaires permettent aux étudiants américains de bénéficier d'une bonne formation professionnelle sans devoir nécessairement recourir aux grandes universités très onéreuses. Ce sont des établissements d'enseignement supérieurs non sélectifs et beaucoup moins couteux que les universités. En moyenne, un étudiant américain dans un community college doit payer 3 400 dollars par an. Alors que dans les universités, ce sont souvent des doctorants qui assurent les cours de première année, dans les community colleges, ce sont des professeurs titulaires. Beaucoup de cours se font en petits groupes de 25/30 élèves.

### Universités
Généralement, les universités sont dirigées par un conseil d'administration qui détermine la politique en matière d'enseignement et de recherche. L'Etat fédéré détient la majorité des sièges dans les conseils d'administration des universités publiques. Mais l'Etat fédéral joue un rôle important dans la recherche-développement. Le conseil d’administration dispose d’un droit de regard sur les programmes, les disciplines enseignées et le budget. Le gouvernement fédéral alloue des fonds pour la recherche et le développement. Il existe des frais d’inscription à l’entrée dans l’université. Ceux-ci varient en fonction de l'État (pour les universités publiques) ou le prestige de l’établissement (pour les universités privées). Les salaires des enseignants ne sont pas les mêmes d’une université à l’autre. Ils sont recrutés et remerciés par le Conseil d’éducation de l’État.

### Les campus universitaires

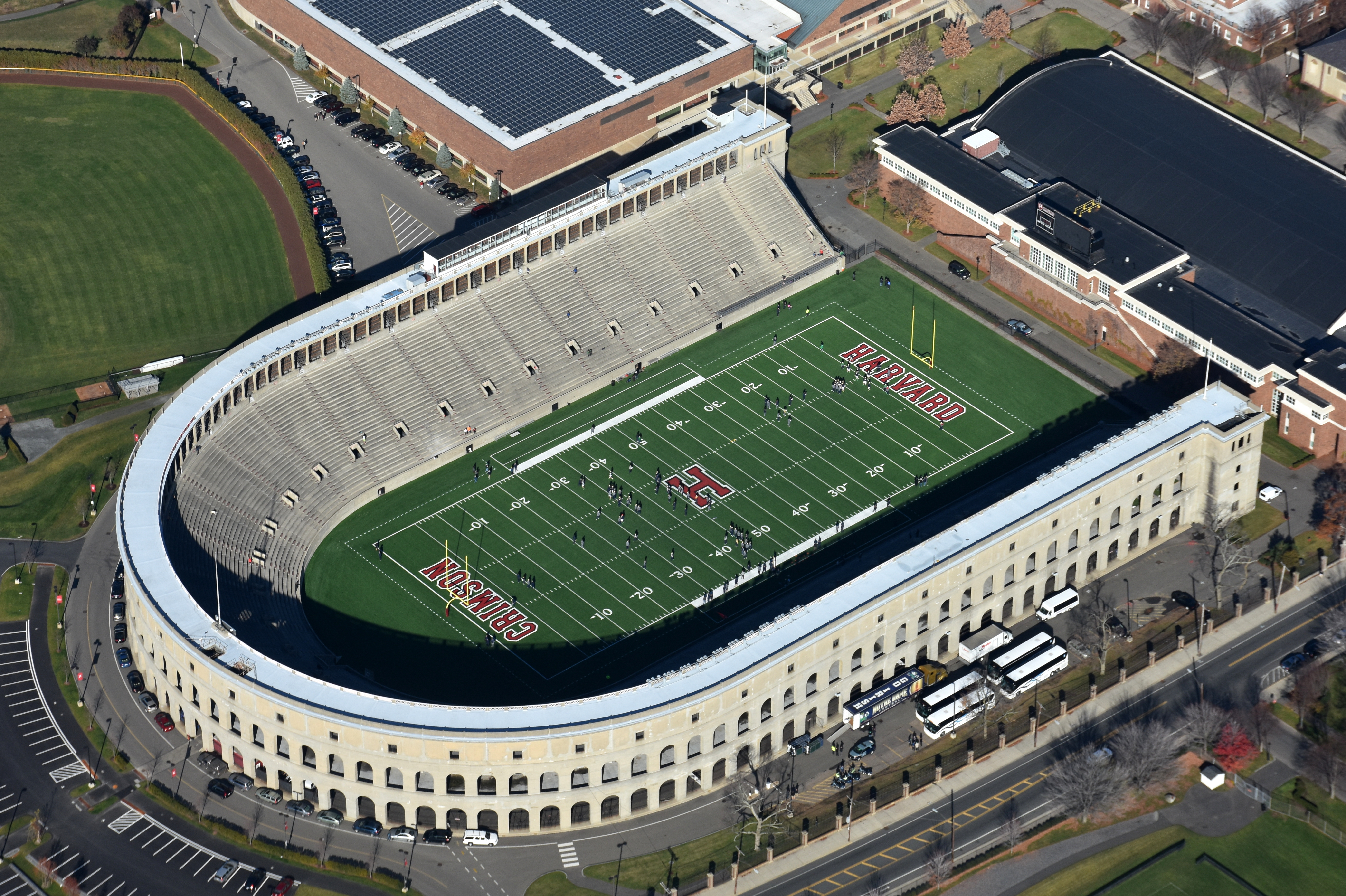
Vue aérienne du stade de Harvard

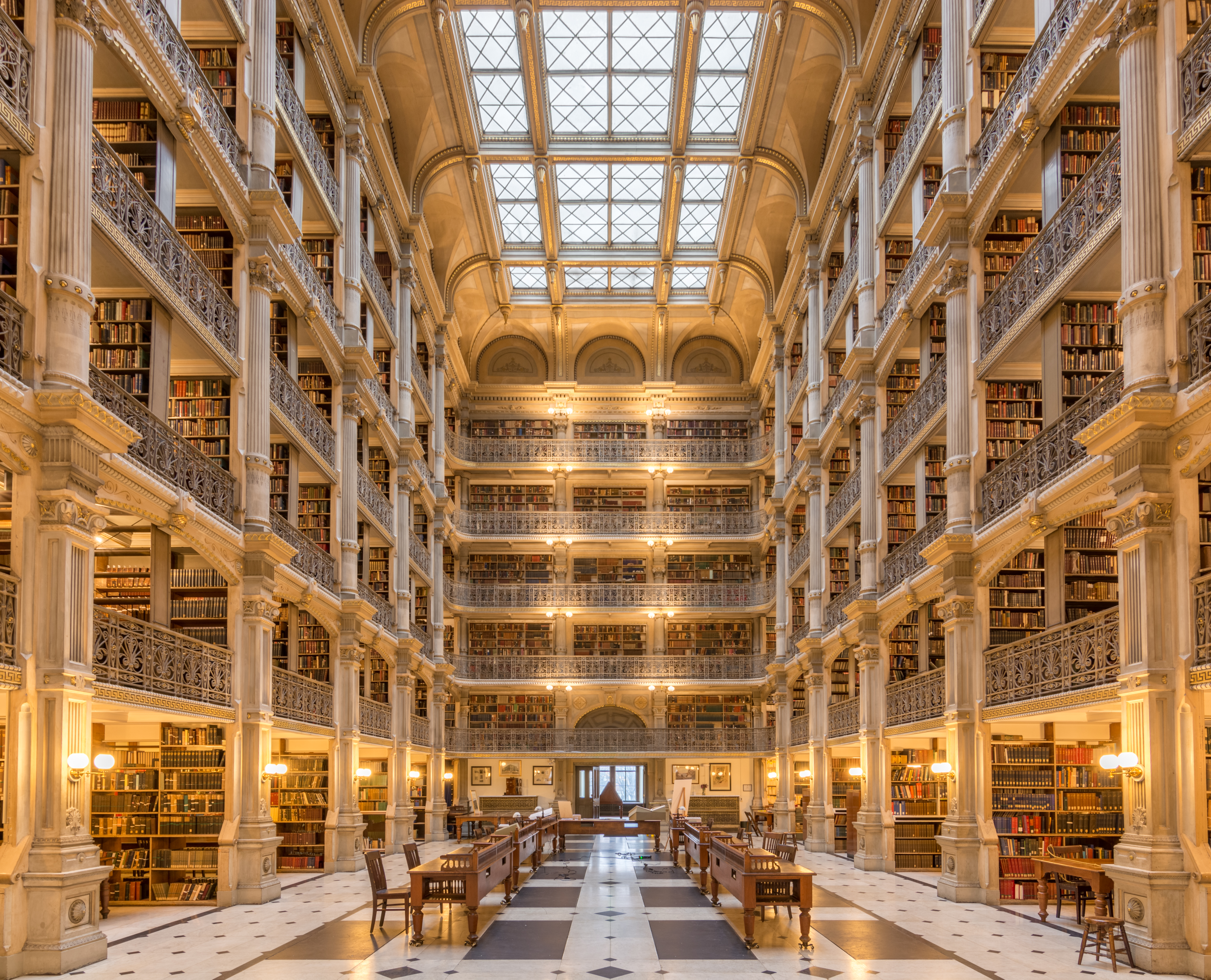
Bibliothèque George Peabody, Université Johns Hopkins

Les campus universitaires américains sont composés de nombreux bâtiments et équipements. L'un des plus vastes du pays est celui de Harvard avec 85 hectares.
- Salles de cours et laboratoires sont dans des bâtiments spécialisés dans une discipline[22] ;
- Student Success Center (SSC) pour le tutorat et l'aide aux devoirs[22] ;
- Bibliothèques universitaires : les États-Unis abritent certaines des plus grandes bibliothèques universitaires du monde. Parmi les collections les plus remarquables figurent celles de l’Université Harvard, de l’Université Columbia, l'Université Yale, l'Université de Californie ou encore l'Université du Texas  ;
- Logements étudiants, chambres universitaires, souvent en périphérie du campus ;
- Les bâtiments administratifs (conseil d'administration, etc.) ;
- Equipements sportifs ;
- Fraternités ;
- Librairies qui proposent des produits dérivés avec le logo de l'université[22] ;
- Student's Union : salle de jeu, cinéma, restaurant[22] ;
- Chapelles ;
- Musées sur les campus des universités les plus prestigieuses : ce sont surtout des musées d'art (par exemple : les Musées d'art de Harvard, Institute of Contemporary Art (Philadelphie), Musée d'Art de l'université de Princeton, etc.), mais aussi des musées archéologiques (Institut Oriental de Chicago, Musée Peabody d'archéologie et d'ethnologie, etc.), scientifiques (Musée d'histoire naturelle de Floride) ou techniques. Ils attirent les touristes.

### Les types decolleges

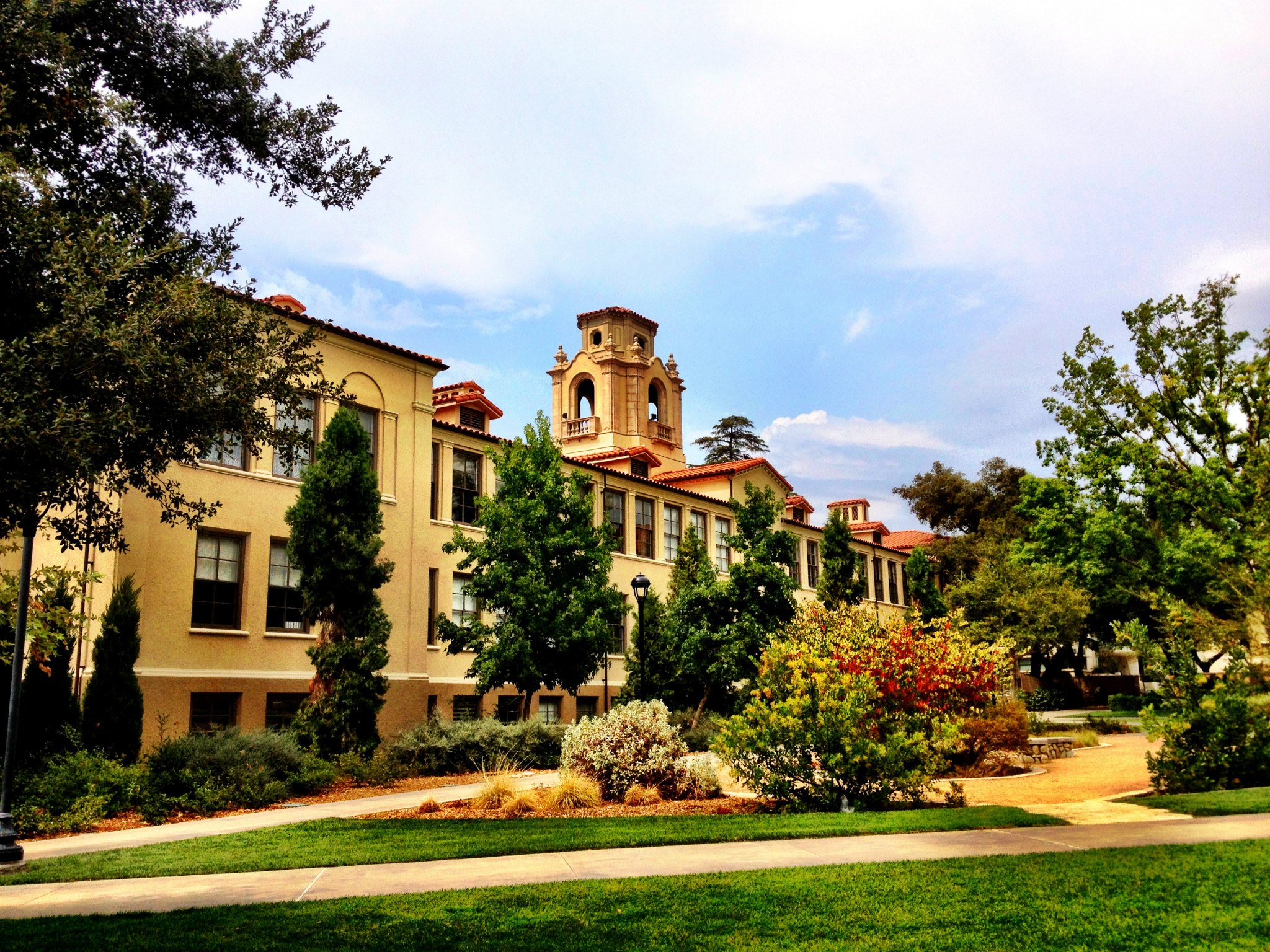
Pomona College, Californie

La plupart des établissements d’enseignement aux États-Unis sont à but non lucratif.  Les collèges et les universités aux États-Unis varient en termes d’objectifs : certains peuvent mettre l’accent sur un programme d’études professionnelles, commerciales, d’ingénierie ou technique, tandis que d’autres peuvent mettre l’accent sur un programme d’arts libéraux. Beaucoup combinent tout ou partie de ces domaines. 
Les collèges en deux ans (Two-year colleges) préparent au diplôme de l'Associate degree (AA). Ils sont généralement peu coûteux en particulier pour les résidents de l’État et acceptent la plupart des élèves ; 
Les collèges de quatre ans (Four-year colleges) préparent au bachelor ès arts (BA ou AB) ou bachelor ès sciences (BS ou SB) ; 
Les universités (Universities) ont à la fois des étudiants de premier cycle et des cycles supérieurs. Elles sont aussi des institutions axées sur la recherche. Les collèges d’arts libéraux comme Pomona College mettent l’accent sur l’enseignement des arts libéraux au niveau du premier cycle ; 
Les collèges d’arts libéraux (Liberal arts colleges) sont des établissements offrent des cursus de quatre ans ; la plupart des étudiants vivent sur le campus dans des dortoirs. Ils ont tendance à avoir des effectifs plus faibles que les universités. Il existe de nombreuses variantes dans la catégorie des collèges d’arts libéraux : certains sont mixtes, d'autres sont réservés à un genre. Autrefois il y avait des collèges afro-américains (Universités historiquement noires) ; en outre, alors que la plupart des établissements sont laïques, certaines insistent sur une orientation religieuse particulière. La plupart sont des collèges privés, mais il existe aussi des collèges publics.
Les collèges et universités d’État (State colleges and universities) sont généralement subventionnés par des fonds publics et ont tendance à facturer des frais de scolarité moins élevés aux résidents de l'État. Ils ont tendance à être grands, avec plusieurs dizaines de milliers d'étudiants, et offrent une variété de cursus. Ils sont généralement moins sélectifs en termes d’admission que les écoles privées d’élite et sont généralement moins chers.  

## Vie étudiante

### Fraternités étudiantes

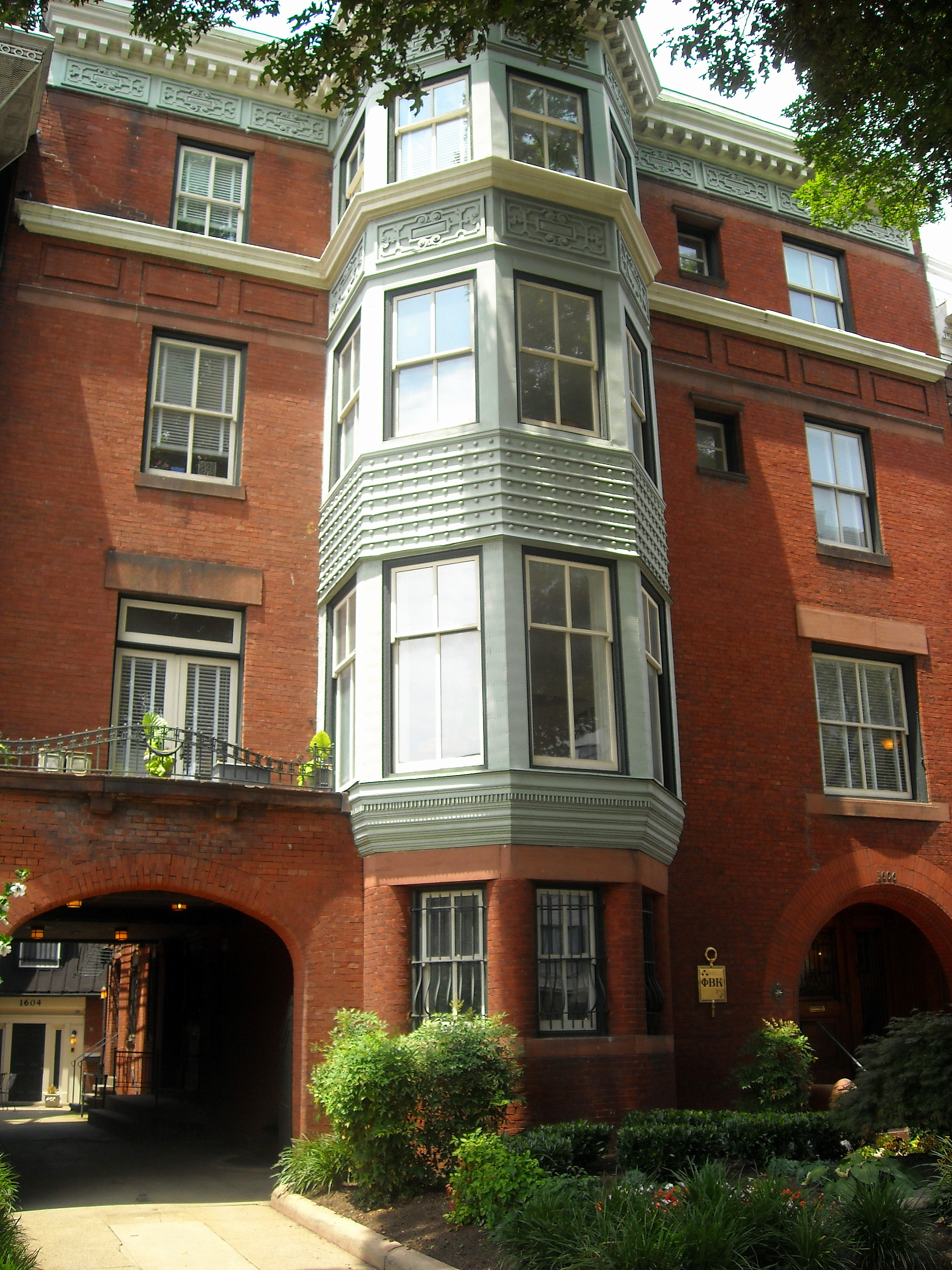
Le siège national de la fraternité Phi Beta Kappa, Washington, D.C.

Les fraternités étudiantes sont des organisations fraternelles sociales pour les étudiants, essentiellement de premier cycle. En anglais, les termes fraternity et sorority se réfèrent principalement aux organisations des universités d'Amérique du Nord, bien qu'ils soient également appliqués à des groupes analogues européens, notamment en France et en Belgique. Des organisations semblables existent aussi pour les élèves du secondaire mais moins fréquemment. Dans une acception moderne, l'expression Greek letter organization (organisation à lettres grecques) est souvent synonyme de « fraternité » et « sororité » pour désigner ce type de confréries en Amérique du Nord. Les noms des confréries aux États-Unis se composent généralement de deux ou trois lettres grecques, souvent les initiales d'une devise grecque ou latine. En règle générale, les organisations à lettres grecques ne sont pas mixtes. La première fraternité qui utilisait des lettres grecques fut créée le 5 décembre 1776 à Williamsburg en Virginie, plus particulièrement à l’Université William et Mary,. Il s’agit des Phi Beta Kappa.
Les membres sont considérés comme actifs durant les années de premier cycle seulement, même si une exception notable à cette règle est traditionnellement le cas dans les fraternités afro-américaines (National Pan-Hellenic Council), « latinos » (National Association of Latino Fraternal Organizations), asiatiques et multiculturelles, dans lesquelles l'appartenance active se poursuit et dont les membres sont souvent initiés longtemps après l'obtention de leur diplôme de premier cycle. Ces organisations à lettres grecques peuvent parfois être considérées comme des sociétés d'aide mutuelle dans la mesure où elles permettent d'offrir des activités extra-scolaires et sociales. Elles sont critiquées car elles entrainent souvent des comportements déviants : dénigrement du corps des nouveaux, consommation d'alcool, abus sexuels.

### Traditions estudiantines

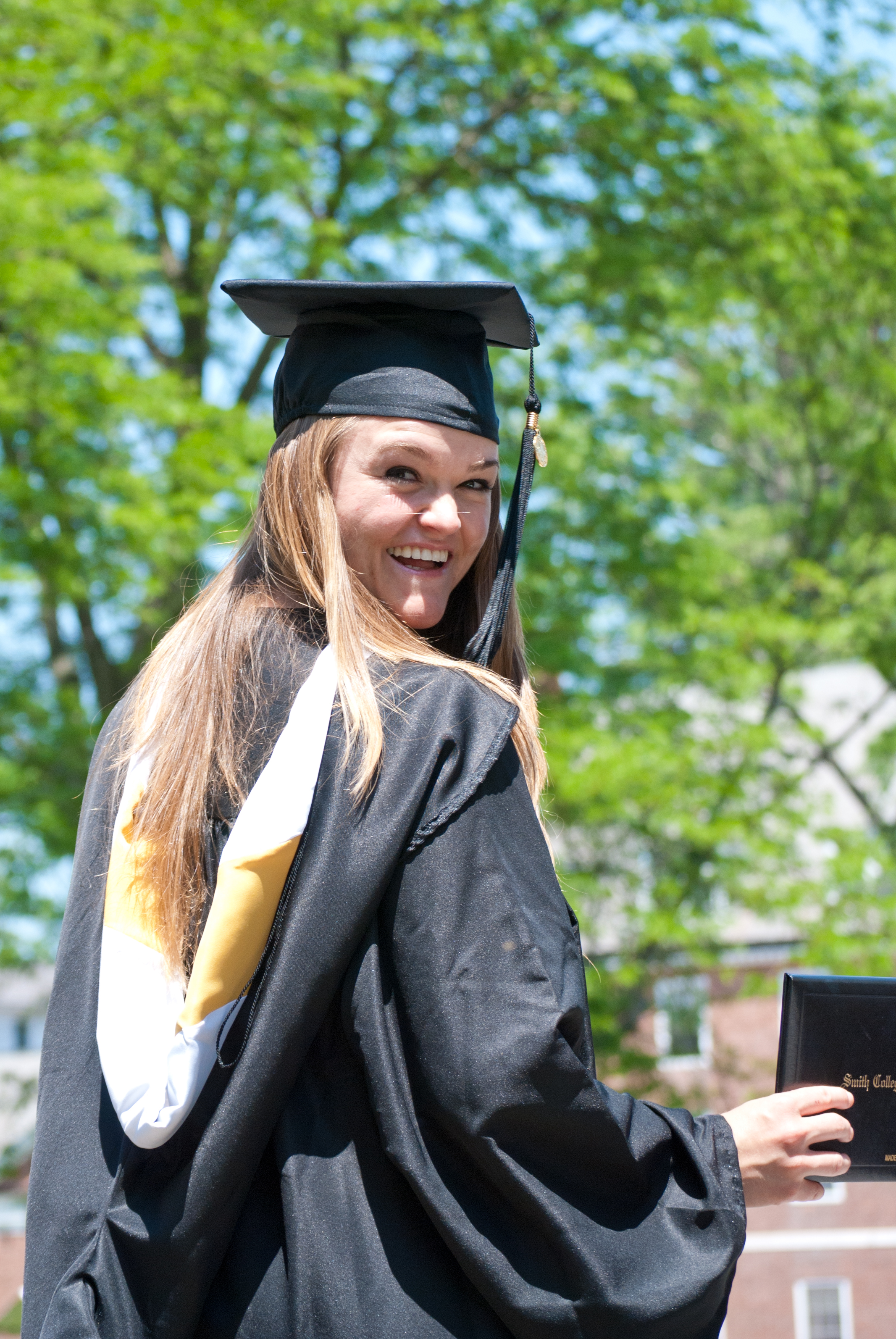
Costume de remise des diplômes, Smith College.

La semaine de relâche (March Break, Spring break ou Study Week en anglais) est  un congé pris par les étudiants américains d'une durée d'une semaine ou deux. Alors que la plupart des étudiants profitent de cette semaine pour étudier, certains se rendent dans un pays tropical ou une station de ski alors que de nombreuses familles en profitent pour faire des activités de plein air. Aux États-Unis, la semaine de relâche est organisée, selon les districts scolaires, entre la fin du mois de février jusqu'à la mi-avril, mais principalement durant les deux premières semaines de mars. La destination privilégiée des étudiants nord-américains est le Mexique, avec les villes de Cancún, Acapulco, Puerto Vallarta ou Tijuana et la Floride (Miami). Atlanta organisait jusqu'en 1999 son Freaknik durant le troisième week-end d'avril.
Les insignes académiques (academic regalia) sont une autre tradition dans l'enseignement supérieur américain. Elles comportent plusieurs objets :
- Tunique ou robe universitaire : la robe académique américaine est généralement fermée à l’avant, avec une capuche à l'arrière ; le costume peut-être complété avec des foulards, des étoles ou des cordes ; la couleur dépend de la discipline :  blanc pour les arts libéraux, jaune d'or pour les sciences, vert pour la médecine, bleu foncé pour la philosophie, etc.
- Couvre-chef

Autres traditions : 
- Remise des diplômes
- Association d'anciens élèves (alumni)